# Tammy Bruce

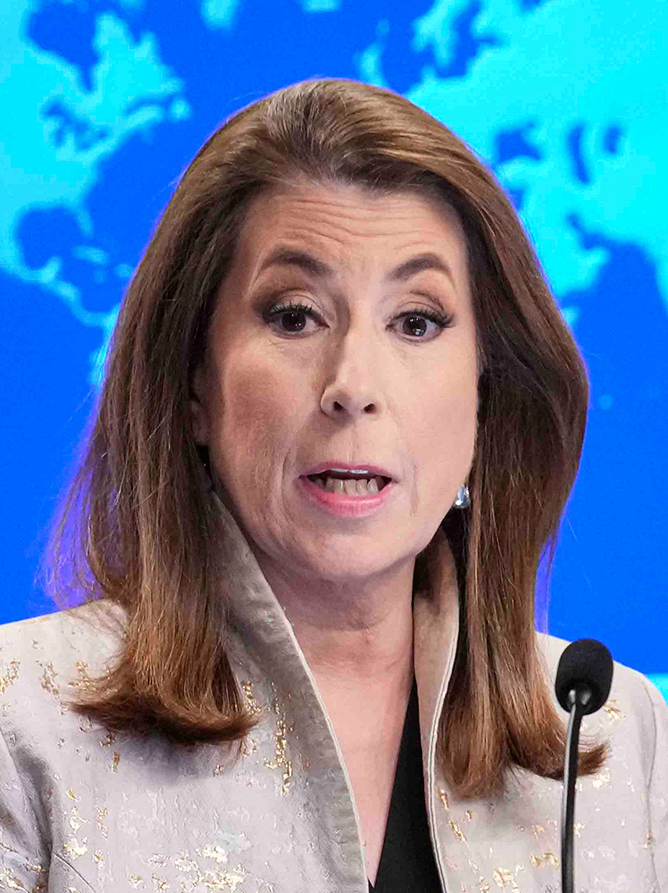
Tammy Bruce (2025)

Tammy Bruce (* 19. August 1962 in Los Angeles, Kalifornien) ist eine konservative amerikanische Publizistin, Autorin und Radiomoderatorin sowie öffentlichkeitswirksame lesbische Individualfeministin. Sie ist Sprecherin des US-Außenministeriums seit der zweiten Amtsperiode von Präsident Donald Trump.

## Leben
Bruce wuchs mit ihrer alleinerziehenden Mutter in Northridge, einem Stadtteil von Los Angeles (L.A.), auf; ihren Vater hat sie nicht kennengelernt. Im Alter von 15 Jahren machte sie vorzeitig an der Ventura High School in Ventura ihren Abschluss. Anschließend zog sie nach Illinois, wo die Familie ihrer Mutter lebte, und begann dort zu arbeiten. In ihren späten Teenager-Jahren kehrte sie nach L.A. zurück, wo sie für die Schauspielerin Brenda Benet (* 14. August 1945; † 7. April 1982; v. a. Zeit der Sehnsucht) arbeitete und mit der sie bis kurz vor deren Suizid auch zusammen wohnte. In zeitgenössischen Nachrichten wurde Bruce als persönliche Sekretärin von Benet sowie als Präsidentin ihres Fanclubs bezeichnet. Mehr als 20 Jahre später offenbarte Bruce in ihrem Buch The Death of Right and Wrong (2003), ein Verhältnis mit Benet gehabt zu haben. Ungefähr zur selben Zeit, im Alter von 19 Jahren, war Bruce zudem verlobt gewesen.
Nach Benets Tod arbeitete Bruce für das Schauspieler-Ehepaar Gloria Loring und Alan Thicke. Anschließend begann sie sich publizistisch zu betätigen; unter anderem erstellte sie Electronic Press Kits und Nachrichten-Videos, die sie an Nachrichten-Organisationen verschickte. Zudem buchte sie für die L.A.-Außenstelle eines australischen Fernsehsender Interviewpartner.
Später betätigte sie sich aktiv als Befürworterin für das Recht auf Schwangerschaftsabbruch (u. a. auch als Mitglied von Act Up); zum Ziel der Bekämpfung von Blockaden von Kliniken, die Schwangerschaftsabbrüche vornahmen, schloss sie sich 1988 der L.A.-Ortsgruppe der National Organization for Women (NOW) an. 1989 trat sie für deren Präsidentenamt an, das sie 1989 bzw. 1990 auch erhielt, womit sie die jüngste Präsidentin der Ortsgruppe wurde. 1990/91 leitete sie in dieser Eigenschaft eine Boykott-Kampagne gegen Bret Easton Ellis’ Roman American Psycho.
1993 begann Bruce, ihre eigene Talkshow beim Radiosender KFI-AM zu moderieren.
Im Oktober 1995 erreichte Bruce landesweite Aufmerksamkeit mit Bemerkungen anlässlich des damals gerade abgeschlossenen Mordprozesses gegen O. J. Simpson. Insbesondere Bruces diesbezügliche Kommentare zur, nach ihrer Meinung in der öffentlichen Debatte überbetonten, Thematik Rassismus erzeugten Kontroversen und führten schließlich im Dezember des Jahres dazu, dass der nationale NOW-Vorstand sich öffentlich für Bruce entschuldigte, von dieser ebenfalls eine Entschuldigung verlangte und ihr einen Tadel erteilte. Die Spannungen zwischen Bruce und dem nationalen NOW-Vorstand nahmen weiter zu, und am 6. Mai 1996 gab Bruce schließlich ihren Rücktritt vom L.A.-NOW-Amt bekannt. Zusammen mit Denise Brown, Schwester von O. J. Simpsons ermordeter Ehefrau Nicole Brown Simpson, gründete sie noch im selben Monat die Women’s Progress Alliance und wurde deren Präsidentin. Mit der Organisation startete Bruce Anfang 1997 eine Kampagne zum Recall von Richterin am Orange County Superior Court Nancy Wieben Stock, die O. J. Simpson das Sorgerecht an seinen zwei jüngsten Kindern zugesprochen hatte. Die Kampagne scheiterte im Oktober des Jahres an einem Mangel an Unterschriften.
Im Zuge der Lewinsky-Affäre änderte Bruce 1998 kurzfristig ihren Wähler-Registrierungsstatus von „Democrat“ zu „Libertarian“.
In der Nacht vom 8. zum 9. Juli 1998 attackierte Bruce in ihrer KFI-Talkshow Camille Cosby, Bill Cosbys Ehefrau, die am 8. einen Artikel in USA Today über den Mord an ihrem Sohn Ennis veröffentlicht hatte. Camille Cosby hatte darin dem Mörder Mikhail Markhasev, der am Tag zuvor verurteilt worden war, ein rassistisches Motiv unterstellt und behauptet, dass Amerika ihn gelehrt hätte, Afroamerikaner zu hassen. Bruce attackierte Cosby vor allem wegen dieser Aussagen. Zudem hätte sie den Tod ihres Sohnes mitverschuldet, indem sie ihm Zugang zu einem teuren Auto gegeben hatte. Bruce unterstellte außerdem Bill Cosby, mehrere uneheliche Kinder aus Affären mit weißen Frauen und heimlich O. J. Simpsons Strafverteidigung finanziert zu haben. Bruce wurde am 10. Juli von KFI suspendiert; am 19. und 20. August sendete KFI mehrfach ein fünfminütiges Statement, in dem sich der Programmdirektor David G. Hall und der Vizepräsident und Geschäftsführer des Senders Howard Neal entschuldigten und Bruces Äußerungen widerriefen. Bruces Vertrag mit KFI lief am 31. August des Jahres aus und wurde nicht verlängert. Sie wehrte sich juristisch und klagte im März 1999 gegen Hall, Neal und den KFI-Host Phil Hendrie u. a. wegen sexueller Belästigung.
Nach ihrem Engagement bei KFI begann Bruce ein Studium der Politikwissenschaft an der University of Southern California, an der sie im Mai 2002 ihren Bachelor-Abschluss machte.
Im September 2000 trat Bruce dadurch hervor, dass sie öffentlich Laura Schlessinger in Schutz nahm, als dieser Homophobie unterstellt wurde und die Gay and Lesbian Alliance Against Defamation (GLAAD) die eine Boykott-Kampagne gegen die Sponsoren bei Schlessingers Fernseh-Sendung betrieb.
Ihr 2001 erschienenes erstes Buch, in dem sie der amerikanischen Linken und Organisationen wie NOW, GLAAD sowie der NAACP vorwarf, mit politischer Korrektheit die Redefreiheit politischer Gegner zu beschneiden, wurde mit Ausnahme der ABC-Sendung Politically Incorrect und der konservativen Presse (National Review, The Washington Times und Fox News) größtenteils ignoriert.
Im September 2003 trat Bruce erstmals im Fox News Channel in Bill O’Reillys Sendung The O’Reilly Factor als Kommentator auf; in dieser Sendung und auch anderen Fox-Sendungen ist sie seitdem unregelmäßig als Kommentatorin und Analystin präsent.
Im Oktober 2003 gehörte Bruce zum Übergangsteam des zum Gouverneur von Kalifornien gewählten Arnold Schwarzenegger.
Im Februar 2008 änderte Bruce ihren Wähler-Registrierungs-Status von „Democrat“ zu „Decline to State“ (ein in Kalifornien bestehender Status, der in etwa dem Status „Independent“ in anderen US-Staaten entspricht).
Seit der Präsidentschaftswahl in den Vereinigten Staaten 2008 ist Bruce eine engagierte Unterstützerin von Sarah Palin. Seit 2009 trat sie zudem als Rednerin auf mehreren Veranstaltungen der Tea-Party-Bewegung auf.
Im Mai 2010 wurde Bruce in den neu eingerichteten Beirat der konservativen Homosexuellenorganisation GOProud berufen. Am 12. Februar 2011 trat Bruce von diesem Amt zurück.
Im Januar 2025 wurde Bruce von Donald Trump zur Sprecherin des US-Außenministeriums ernannt. Am 10. August 2025 nominierte Trump sie als Stellvertretende UN-Botschafterin der Vereinigten Staaten.

## Schriften
- The New Thought Police: Inside the Left's Assault on Free Speech and Free Minds. Forum/Prima, Roseville, California 2001. ISBN 0-7615-6373-3.
- The Death of Right and Wrong: Exposing the Left's Assault on Our Culture and Values. Forum/Prima, Roseville, California 2003. ISBN 0-7615-1663-8.
- The New American Revolution: Using the Power of the Individual to Save Our Nation from Extremists. William Morrow, New York 2005. ISBN 0-06-072620-2.